# ビーボ (ソフトドリンク)
ビーボ (VIVO) はかつて存在した自動販売機中心の清涼飲料水メーカー。正式な商号はビーボ・フーズ株式会社で、自動販売機の販売をスーパーや雑貨屋、個人商店などに行っていたビーボ・ジャパン株式会社のグループ企業。
東京都千代田区に本社が所在していたが、後に埼玉県草加市に本社を移転していた模様。1998年にコカコーラグループに自販機事業を譲渡して撤退。

## 概要
「ビーボより美味いのはビーボだけ!」・「美味さいっぱい 楽しさいっぱい」「いつものビーボ!」など、インパクトのあるキャッチコピーで有名だったメーカー。現在でも日本全国に一部の自動販売機が撤去されずに残っている。

## 商品一覧
- いちごドリンク
- ピーチネクター
- ホワイトレモン
- ビーボ・ココア
- ガラナアップ
- マイルドコーヒー
- つぶつぶオレンジpipi[5]
- VCミルク入りコーヒー
- ビーボコーヒーZ
- VIVO烏龍茶
- クリームソーダ
- コンブロン
- ミルクセーキ[5]
- ミルク入りコーヒー
- グレープフルーツ[5]
- うめネクター[5]
- おしるこ[5]
- 北海道産レシチン入り牛乳
- プレイボーイ・コーラ[6]
- プレイボーイ・エール
- ポップコーン（食品）
- タマタマコーン（食品）

## 社名の由来
- スペイン語で「いきいき」・「はつらつ」などを意味する Vivo に由来している。